# Iván Silva
Iván Silva Alberloai (Barcelona, 12 juni 1982) is een Spaanse motorcoureur.

## Statistiek
| Seizoen | Klasse | Motor   | Races | Overw. | Podium | Poles | Ptn | Pos |
| ------- | ------ | ------- | ----- | ------ | ------ | ----- | --- | --- |
| 1998    | 250 cc | Honda   | 1     | 0      | 0      | 0     | 0   | –   |
| 1999    | 250 cc | Honda   | 1     | 0      | 0      | 0     | 0   | –   |
| 2001    | 250 cc | Honda   | 1     | 0      | 0      | 0     | 0   | –   |
| 2004    | 250 cc | Aprilia | 1     | 0      | 0      | 0     | 0   | –   |
| 2006    | MotoGP | Ducati  | 3     | 0      | 0      | 0     | 0   | –   |
| 2007    | MotoGP | Ducati  | 1     | 0      | 0      | 0     | 0   | –   |
| 2012    | MotoGP | BQR     | 16    | 0      | 0      | 0     | 12  | 23e |
| Totaal  | Totaal | Totaal  | 24    | 0      | 0      | 0     |     |     |